# 사회국가원리
사회국가원리(社會國家原理)는 국가가 국민에게 그 생활의 기본적 생활수요를 충족시킴으로써 건강하고 문화적인 생활을 영위할 수 있도록 하는 것을 목표로 하는 원리로 대한민국 헌법의 기본이념 중 하나이다.

## 판례
- 자유시장 경제질서를 기본으로 하면서도 사회국가원리를 수용하고 있는 우리 헌법의 이념에 비추어, 일반불법행위책임에 관하여는 과실책임의 원리를 기본원칙으로 하면서 이 사건법률조항과 같은 특수한 불법행위책임에 관하여 위험책임의 원리를 수용하는 것은 입법정책에 관한 사항으로서 입법자의 재량에 속한다[1]

- 헌법재판소는 사회국가의 의미에 대하여 "사회국가란 한마디로, 사회정의의 이념을 헌법에 수용한 국가, 사회현상에 대하여 방관적인 국가가 아니라 경제·사회·문화의 모든 영역에서 정의로운 사회질서의 형성을 위하여 사회현상에 관여하고 간섭하고 분배하고 조정하는 국가이며, 궁극적으로는 국민 각자가 실제로 자유를 행사할 수 있는 그 실질적 조건을 마련해 줄 의무가 있는 국가이다."라고 판시하였다.[2]

- 사회국가원리는 민주주의, 법치주의와 함께 '헌법의 기본원리'에 해당한다. 헌법재판소는 사회국가원리의 헌법적 근거와 관련하여, "우리 헌법은 사회국가원리를 명문으로 규정하고 있지는 않지만, 헌법의 전문, 사회적 기본권의 보장(헌법 제31조 내지 제36조), 경제 영역에서 적극적으로 계획하고 유도하고 재분배하여야 할 국가의 의무를 규정하는 경제에 관한 조항(헌법 제119조 제2항 이하) 등과 같이 사회국가원리의 구체화된 여러 표현을 통하여 사회국가원리를 수용하였다."라고 판시하였다.[3]

## 참고 문헌
- 김성률, 사회국가원리, 효일문화사, 2014 ISBN 9788996325543
- 김용태, 헌법의 기본원리로서 사회국가원리, 법학논총 제32집 (2014년 7월) pp.29-60, 숭실대학교 법학연구소, 2014.
- 박병섭, 사회국가원리의 역사적 전개와 법적 의미, 민주법학, 민주주의법학연구회, 2014.

## 같이 보기
- 대한민국 헌법
- 법치주의원리
- 민주주의원리